# 张云溪
张云溪（1919年—1999年），曾用艺名小张德俊，男，祖籍直隶三河，生于上海，中国京剧表演艺术家，武生演员。

## 家庭
父亲张德俊。